# Henry Anderson
Henry Wyatt Anderson (Atlanta, Georgia, 3 de agosto de 1991) más conocido como Henry Anderson, es un jugador profesional estadounidense de fútbol americano que se desempeña en la posición de defensive end en Carolina Panthers, equipo de la National Football League (NFL).

## Carrera
Fue seleccionado en la tercera ronda en la Reunión Anual de Selección de Jugadores de la NFL de 2015. Hizo su debut profesional con el equipo Indianapolis Colts, en el cual jugó tres temporadas (2015-2018), después pasó a New York Jets (2018-2021), posteriormente a New England Patriots (2021-2022), luego a Carolina Panthers, donde lleva jugando dos temporadas.